# Монтенегро, Мануэль
Мануэл Монтенегро (порт. Manuel Adalberto Carlos Montenegro Lopes da Cruz; род. 1959) — бразильский дипломат. Посол Бразилии в Азербайджане (с 2018).

## Биография
Мануэл Монтенегро (полное имя — Мануэл Адальберто Карлос Монтенегро Лопес да Крус) родился в феврале 1959 года. В 1979 году окончил бакалавриат, в 1989 году магистратуру Бразильского университета, факультет международных отношений. 
В 1987 году окончил Институт Рио Бранко.
В 1999 году получил степень магистра Университета Джорджа Вашингтона в области политологии.
C 1990 года преподавал в Бразильском университете.
С 1994 по 1997 год работал в посольстве Бразилии в США (Вашингтон).
С 1998 по 2000 год являлся специальным советником по международным вопросам Министерства науки и технологий Бразилии. С 2000 по 2002 являлся генеральным координатором специальных программ Министерства. 
С 2003 по 2005 год являлся советником отдела по разоружению и стратегическим товарам Министерства внешних связей Бразилии.
С 2005 по 2006 год являлся генеральным координатором по стратегическим товарам Министерства науки и технологий Бразилии.
С 2006 по 2010 год работал в посольстве Бразилии в Аргентине (Буэнос-Айрес), с 2011 по 2013 год — в посольстве Бразилии в Боливии (Ла-Пас). 
С 2014 по 2015 год являлся советником отдела по борьбе с трансграничной преступностью, с 2015 по 2017 год — начальником отдела науки и технологий Министерства внешних связей Бразилии.
С 2007 по 2011 год являлся сопредседателем группы экспертов по техническим вопросам режима контроля за ракетными технологиями.
С 2017 по 2018 год занимал должность заместителя главы кабинета Министерства внешних связей Бразилии и специального советника министра внешних связей Бразилии. 
Посол Бразилии в Азербайджане (с 29 декабря 2018).